# Halterofília als Jocs Olímpics d'Estiu de 2024 - 73 Kg Masculí
La prova d'Halterofília de 73 Kg masculina als Jocs Olímpics de París 2024 serà la 25a edició de l'esdeveniment masculí en unes Olimpíades. La prova es disputarà el 8 d'agost del 2024 al recinte del Paris Expo Porte de Versailles. Des de la passada edició dels Jocs Olímpics, els atletes masculins de menys de 73 Kg estan englobats en la categoria de Pes Lleuger (anteriorment era de menys de 69 Kg).
El xinès Shi Zhiyong és el vigent campió de la disciplina olímpica, després de guanyar l'or als Jocs Olímpics de Tòquio 2020, per davant del veneçolà Julio Mayora i de l'indonesi Rahmat Erwin Abdullah, qui van guanyar la medalla de plata i de bronze respectivament.
L'equip de la Xina és la selecció més guardonada, amb 7 medalles d'or i 1 medalla de bronze, en les 24 edicions que la categoria de Pes Lleuger d'Halterofília ha estat present als Jocs Olímpics. El xinès Shi Zhiyong i el polonès Waldemar Baszanowski, amb 2 medalles d'or cadascú, són els atletes més guardonats en la història de la prova olímpica.

## Format
Els 12 classificats es dividiran en dos grups de 6 atletes cadascun. Tots els atletes hauran d'aixecar les peses en la modalitat d'arrencada i de dos temps. La modalitat d'arrencada consisteix en aixecar les peses des del terra fins per sobre el cap i aguantar fins que el jurat dictamini que és vàlid. En la modalitat de dos temps, l'atleta també ha d'aixecar les peses per sobre del cap, però com indica el seu nom, ho ha de fer en dos temps. El primer temps, anomenat clean, l'atleta ha de portar les peses des del terra fins a les espatlles en un sol moviment. Aleshores pot fer una petita pausa i pot realitzar el segon temps, anomenat jerk, per passar les peses per sobre del cap amb els braços estirats. Tindran 3 intents en les dues modalitats (un total de 6 intents). Per la puntuació final, se sumaran els quilos màxims que s'hagin aixecat en cada una de les modalitats i guanyarà l'atleta que hagi aixecat un nombre més gran de pes i així successivament per decidir la classificació final. Si dos atletes queden empatats, guanyarà qui tingui menor pes a l'inici de la prova.

## Classificació
Per classificar-se per la prova olímpica, els aixecadors van haver de disputar diferents tornejos qualificatoris per les Olimpíades. En el rànquing de qualificació olímpic gestionat per la Federació Internacional d'Halterofília, la posició es determinava pels màxims quilos aixecats per l'atleta en qualsevol dels diferents tornejos. Si hi havia empat de quilos entre atletes, qui aconseguí abans la fita, va aconseguir una major posició. Cada país només podia tenir en el rànquing, l'esportista que hagués aixecat el major pes. Els 10 primers països del rànquing a data 28 d'abril de 2024, van tenir una plaça als Jocs Olímpics. Tot i així, hi podia haver circumstàncies especials que fessin variar la classificació. França, com a país amfitrió, va tenir 4 places (2 per gènere) en les categories que decidís. A més, un país només podia tenir un màxim de 6 places (3 per gènere) en el total de proves d'Halterofília. Per tant, si per exemple, un país obtenia 10 atletes classificades en el rànquing, havia de decidir eliminar-ne 4. L'onzena plaça de la prova es va decidir mitjançant representació continental. Això volia dir, que si un continent (Àfrica, Àsia, Europa, Oceania i Panamèrica) no tenia cap plaça entre les 10 primeres atletes, s'assignaria la plaça del país que estigués més amunt en el rànquing. Aquesta plaça se la va endur Tunísia, que va obtenir la 13a posició. Finalment hi va haver 6 places universals que es van repartir entre les 10 categories, per tal que hi hagués 12 atletes en cada categoria (en aquelles on no tingui plaça el país amfitrió).
| Esdeveniment                      | Places | País          | Atleta Classificat    |
| --------------------------------- | ------ | ------------- | --------------------- |
| Rànquing de Classificació Olímpic | 10     | Indonèsia     | Rizki Juniansyah      |
| Rànquing de Classificació Olímpic | 10     | Japó          | Masanori Miyamoto     |
| Rànquing de Classificació Olímpic | 10     | Tailàndia     | Weeraphon Wichuma     |
| Rànquing de Classificació Olímpic | 10     | Bulgària      | Bozhidar Andreev      |
| Rànquing de Classificació Olímpic | 10     | Corea del Sud | Bak Joo-hyo           |
| Rànquing de Classificació Olímpic | 10     | Letònia       | Ritvars Suharevs      |
| Rànquing de Classificació Olímpic | 10     | Turquia       | Muhammed Furkan Ozbek |
| Rànquing de Classificació Olímpic | 10     | Veneçuela     | Julio Mayora          |
| Rànquing de Classificació Olímpic | 10     | Colòmbia      | Luis Javier Mosquera  |
| Rànquing de Classificació Olímpic | 10     | China         | Shi Zhiyong           |
| Representació Continental         | 1      | Tunísia       | Karem Ben Hnia        |
| País amfitrió o Plaça Universal   | 1      |               |                       |

## Medaller històric
| Posició | País              | Or | Argent | Bronze | Total |
| ------- | ----------------- | -- | ------ | ------ | ----- |
| 1       | Xina              | 7  | 0      | 1      | 8     |
| 2       | Unió Soviètica    | 4  | 4      | 0      | 8     |
| 3       | Bulgària          | 2  | 3      | 1      | 6     |
| 4       | França            | 2  | 2      | 1      | 5     |
| 5       | Àustria           | 2  | 2      | 0      | 4     |
| 6       | Polònia           | 2  | 0      | 4      | 6     |
| 7       | Egipte            | 1  | 2      | 0      | 3     |
| 8       | Alemanya de l'Est | 1  | 1      | 0      | 2     |
| 9       | Equip Unificat    | 1  | 0      | 0      | 1     |
| 9       | Estats Units      | 1  | 0      | 0      | 1     |
| 9       | Estònia           | 1  | 0      | 0      | 1     |
| 12      | Alemanya          | 0  | 2      | 0      | 2     |
| 13      | Indonèsia         | 0  | 1      | 1      | 2     |
| 13      | Corea del Nord    | 0  | 1      | 1      | 2     |
| 13      | Corea del Sud     | 0  | 1      | 1      | 2     |
| 13      | Bèlgica           | 0  | 1      | 1      | 2     |
| 17      | Veneçuela         | 0  | 1      | 0      | 1     |
| 17      | Turquia           | 0  | 1      | 0      | 1     |
| 17      | Romania           | 0  | 1      | 0      | 1     |
| 17      | Iran              | 0  | 1      | 0      | 1     |
| 17      | Singapur          | 0  | 1      | 0      | 1     |
| 22      | Colòmbia          | 0  | 0      | 1      | 1     |
| 22      | Cuba              | 0  | 0      | 1      | 1     |
| 22      | Croàcia           | 0  | 0      | 1      | 1     |
| 22      | Belarús           | 0  | 0      | 1      | 1     |
| 22      | Hongria           | 0  | 0      | 1      | 1     |
| 22      | Finlàndia         | 0  | 0      | 1      | 1     |
| 22      | Iraq              | 0  | 0      | 1      | 1     |
| 22      | Austràlia         | 0  | 0      | 1      | 1     |
| 22      | Regne Unit        | 0  | 0      | 1      | 1     |
| 22      | Alemanya Nazi     | 0  | 0      | 1      | 1     |
| 22      | Itàlia            | 0  | 0      | 1      | 1     |
| 22      | Txecoslovàquia    | 0  | 0      | 1      | 1     |